# Fjärrskrivbord
Fjärrskrivbord (engelska remote desktop, terminal services) är en tjänst i Windows som gör det möjligt att ansluta till en dator från en annan över ett datornätverk. 